# Matese
Matese este o arie protejată (arie de protecție specială avifaunistică — SPA) din Italia întinsă pe o suprafață de 25.932 ha, integral pe uscat.

## Localizare
Centrul sitului Matese este situat la coordonatele 41°23′52″N 14°23′35″E / 41.397874°N 14.392992°E.

## Înființare
Situl Matese a fost declarat arie de protecție specială avifaunistică în decembrie 2001 pentru a proteja 2 specii de plante și 53 de specii de animale.

## Biodiversitate
Situată în ecoregiunea mediteraneană, aria protejată conține 21 de habitate naturale: Tufărișuri termo-mediteraneene și de pre-deșert, Pajiști uscate seminaturale și facies de acoperire cu tufișuri pe substraturi calcaroase (Festuco-Brometalia) (* situri importante pentru orhidee), Păduri de Quercus ilex și Quercus rotundifolia, Grohotișuri calcaroase și de șisturi calcaroase de la nivelul montan până la nivelul alpin (Thlaspietea rotundifolii), Formațiuni ierboase bogate în specii de Nardus, dezvoltate pe substraturi silicioase în zone montane (și în zone submontane, în Europa continentală), Păduri panonice-balcanice de stejar turcesc - stejar sesil, Păduri de Castanea sativa, Pseudostepă cu ierburi și specii anuale de Thero-Brachypodietea, Păduri pe pante, grohotișuri și ravene de Tilio-Acerion, Liziere de ierburi înalte hidrofile de câmpie și de nivel montan până la alpin, Fânețe de joasă altitudine (Alopecurus pratensis, Sanguisorba officinalis), Păduri de stejar alb estice, Pante stâncoase calcaroase cu vegetație casmofită, Pajiști carstice calcaroase sau bazofile, de Alysso-Sedion albi, Cursuri de apă de la nivel de câmpie la nivel montan, cu vegetație Ranunculion fluitantis și Callitricho-Batrachion, Lacuri eutrofice naturale cu vegetație de tip Magnopotamion sau Hydrocharition, Peșteri inaccesibile publicului, Ape stătătoare oligotrofe până la mezotrofe, cu vegetație de Littorelletea uniflorae și/sau de Isoëto-Nanojuncetea, Păduri de fag din Apenini cu Taxus și Ilex, Formațiuni de Juniperus communis pe lande sau pajiști calcaroase, Pajiști uscate seminaturale și facies de acoperire cu tufișuri pe substraturi calcaroase (Festuco-Brometalia) (* situri importante pentru orhidee).
La baza desemnării sitului se află mai multe specii protejate:
- plante (2): Buxbaumia viridis, Himantoglossum adriaticum
- păsări (44): ciocârlie-de-câmp (Alauda arvensis), pescăruș albastru (Alcedo atthis), rață pitică (Anas crecca), rață mare (Anas platyrhynchos), fâsă-de-câmp (Anthus campestris), acvilă de munte (Aquila chrysaetos), rață-cu-cap-castaniu (Aythya ferina), rața moțată (Aythya fuligula), rață roșie (Aythya nyroca), ciocârlie-cu-degete-scurte (Calandrella brachydactyla), bătăuș (Calidris pugnax), șerpar (Circaetus gallicus), erete de stuf (Circus aeruginosus), erete cenușiu (Circus pygargus), porumbel gulerat (Columba palumbus), prepeliță (Coturnix coturnix), Falco biarmicus, șoim călător (Falco peregrinus), cinteză (Fringilla coelebs), lișiță (Fulica atra), găinușă de baltă (Gallinula chloropus), stârc pitic (Ixobrychus minutus), sfrâncioc roșiatic (Lanius collurio), sfrâncioc mare (Lanius excubitor), sitar de mâl (Limosa limosa), ciocârlie de pădure (Lullula arborea), rață fluierătoare (Mareca penelope), gaia neagră (Milvus migrans), gaia roșie (Milvus milvus), vultur egiptean (Neophron percnopterus), vultur pescar (Pandion haliaetus), viespar (Pernis apivorus), Phalacrocorax carbo sinensis, corcodel mare (Podiceps cristatus), Ptyonoprogne rupestris, Pyrrhocorax pyrrhocorax, sitar de pădure (Scolopax rusticola), scatiu (Spinus spinus), turturică (Streptopelia turtur), sturzul viilor (Turdus iliacus), mierlă (Turdus merula), sturz-cântător (Turdus philomelos), sturz (Turdus pilaris), sturzul de vâsc (Turdus viscivorus)
- amfibieni (2): Bombina pachypus, Salamandrina terdigitata
- mamifere (5): lupul (Canis lupus), liliac cu picioare lungi (Myotis capaccinii), liliac comun (Myotis myotis), liliacul mare cu potcoavă (Rhinolophus ferrumequinum), liliacul mic cu potcoavă (Rhinolophus hipposideros)
- nevertebrate (2): Euplagia quadripunctaria, Melanargia arge

Pe lângă speciile protejate, pe teritoriul sitului au mai fost identificate 4 specii de amfibieni, 1 specie de mamifere, 1 specie de nevertebrate, 5 specii de reptile.